# Juan Čobrda
Juan Čobrda (11 de agosto de 1930; Príbovce, Eslovaquia - 1 de julio de 2010; Niles, Estados Unidos) fue un reverendo y obispo luterano de origen eslovaco, que encabezó un cuerpo eclesiástico nacional en Argentina y el Sínodo del Zion Eslovaco, uno de los 65 sínodos que componen la Iglesia Evangélica Luterana en Estados Unidos. 

## Biografía
Nació en la pequeña Príbovce en las cercanías de la ciudad de Martin el 11 de agosto de 1930. Emigró junto a su familia a Argentina terminada la Segunda Guerra Mundial. Fue ordenado clérigo en la Iglesia Evangélica Luterana Unida en 1958 y se desempeñó como obispo de la misma de 1966 a 1976.
En la ciudad de Rosario conoció en 1960 a su futura esposa, Žofia. En 1975 se vio obligado a abandonar Argentina, adonde pudo regresar en 1978. En 1981, participó de la Asamblea de la Iglesia Evangélica Luterana Unida celebrada en Eldorado que habilitó la ordenación de mujeres para el ministerio pastoral.
Entre 1993 y 2002 se desempeñó como obispo del Sínodo del Zion Eslovaco, sucediendo al reverendo Kenneth E. Zindle. En 1993, fue uno de los últimos obispos de la Iglesia evangélica luterana en América (o ELCA por sus siglas en inglés) en servir un mandato de cuatro años; pues la Asamblea Nacional de dicha institución extendió el período de servicio de los obispos a seis años en 1993. El 28 de junio de 1997 fue reelegido para el puesto. La elección tuvo lugar durante la Asamblea del Sínodo del Zion Eslovaco, del 27 al 29 de junio, en el Muhlenberg College de la ciudad de Allentown. Renunció el 31 de agosto de 2002, un año antes del final de su segundo mandato, para pasar al retiro, que transcurrió en la localidad de Niles en el estado de Illinois.
Falleció el 1 de julio de 2010.